# Neostereopalpus niponicus
Neostereopalpus niponicus es una especie de coleóptero de la familia Anthicidae.

## Distribución geográfica
Habita en Japón.